# تمبكتو (فلم)
تمبكتو (بالفرنسية: Timbuktu) أو حزن الطيور هو فيلم موريتاني درامي من إخراج عبد الرحمن سيساكو، تم إصداره في مايو 2014. أُختير الفيلم ليتنافس على جائزة السعفة الذهبية في المنافسة الرئيسية لمهرجان كان السينمائي 2014. رُشح الفيلم لجائزة الأوسكار لأفضل فيلم بلغة أجنبية في حفل توزيع جوائز الأوسكار السابع والثمانون.
كذلك فاز الفيلم في الحفلة 40 من جائزة سيزار بجائزة أفضل فيلم وكذلك أفضل مخرج.

## ملخص الفيلم
يتمحور الفيلم حول احتلال تمبكتو في مالي من طرف جماعة أنصار الدين. أثّرت على بعض أجزاء الفيلم حادثة رجم علني لعشيقين في قرية آكلهوك تعود لعام 2012. تم تصوير الفيلم في ولاتة، جنوب شرقي موريتانيا.

## روابط خارجية
- مقالات تستعمل روابط فنية بلا صلة مع ويكي بيانات